# Arthur Foulkes
Arthur Alexander Foulkes (Matthew Town, 11 maggio 1928) è un politico bahamense.
Dall'aprile 2010 al luglio 2014 è stato Governatore generale delle Bahamas, in rappresentanza della regina Elisabetta II.
Nel periodo in cui è stato governatore si sono alternati come primi ministri Hubert Ingraham e Perry Christie.